# Raillencourt-Sainte-Olle
Raillencourt-Sainte-Olle ist eine französische Gemeinde mit 2104 Einwohnern (Stand: 1. Januar 2022) im Département Nord in der Region Hauts-de-France; sie gehört zum Arrondissement Cambrai und zum Kanton Cambrai. Die Einwohner werden Raillencourtois genannt.

## Geographie
Die Gemeinde Raillencourt-Sainte-Olle liegt an der Grenze zum Département Pas-de-Calais, fünf Kilometer westnordwestlich von Cambrai. Umgeben wird Raillencourt-Sainte-Olle von den Nachbargemeinden Haynecourt, Sailly-lez-Cambrai und Sancourt im Norden, Tilloy-lez-Cambrai im Nordosten, Neuville-Saint-Rémy im Osten, Cambrai im Osten und Südosten, Fontaine-Notre-Dame im Süden sowie Bourlon im Südwesten und Westen. Durch die Gemeinde führt die Autoroute A2.

## Geschichte
1974 wurden Raillencourt und Sainte-Olle zusammengeschlossen.

### Bevölkerungsentwicklung
| Jahr                       | 1962 | 1968 | 1975 | 1982 | 1990 | 1999 | 2006 | 2012 | 2020 |
| Einwohner                  | 1499 | 1891 | 1826 | 2201 | 2220 | 2280 | 2383 | 2347 | 2155 |
| Quellen: Cassini und INSEE |      |      |      |      |      |      |      |      |      |

## Sehenswürdigkeiten
- Kirche Saint-Nicolas in Sainte-Olle
- Kirche Notre-Dame-de-Lourdes in Raillencourt (siehe auch: Liste der Monuments historiques in Raillencourt-Sainte-Olle)
- zwei Soldatenfriedhöfe
- zwei Wassertürme

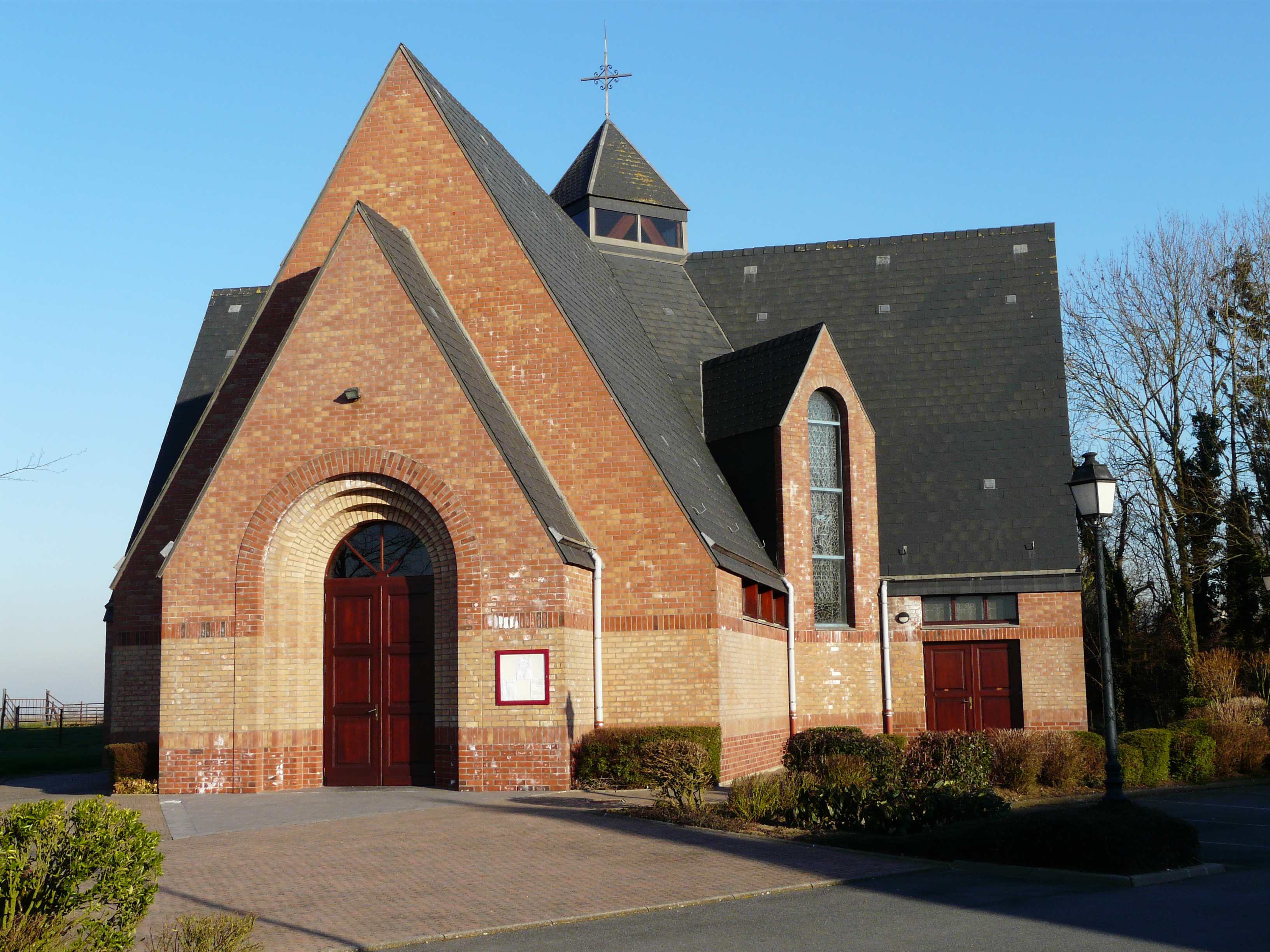
Kirche Notre-Dame in Raillencourt
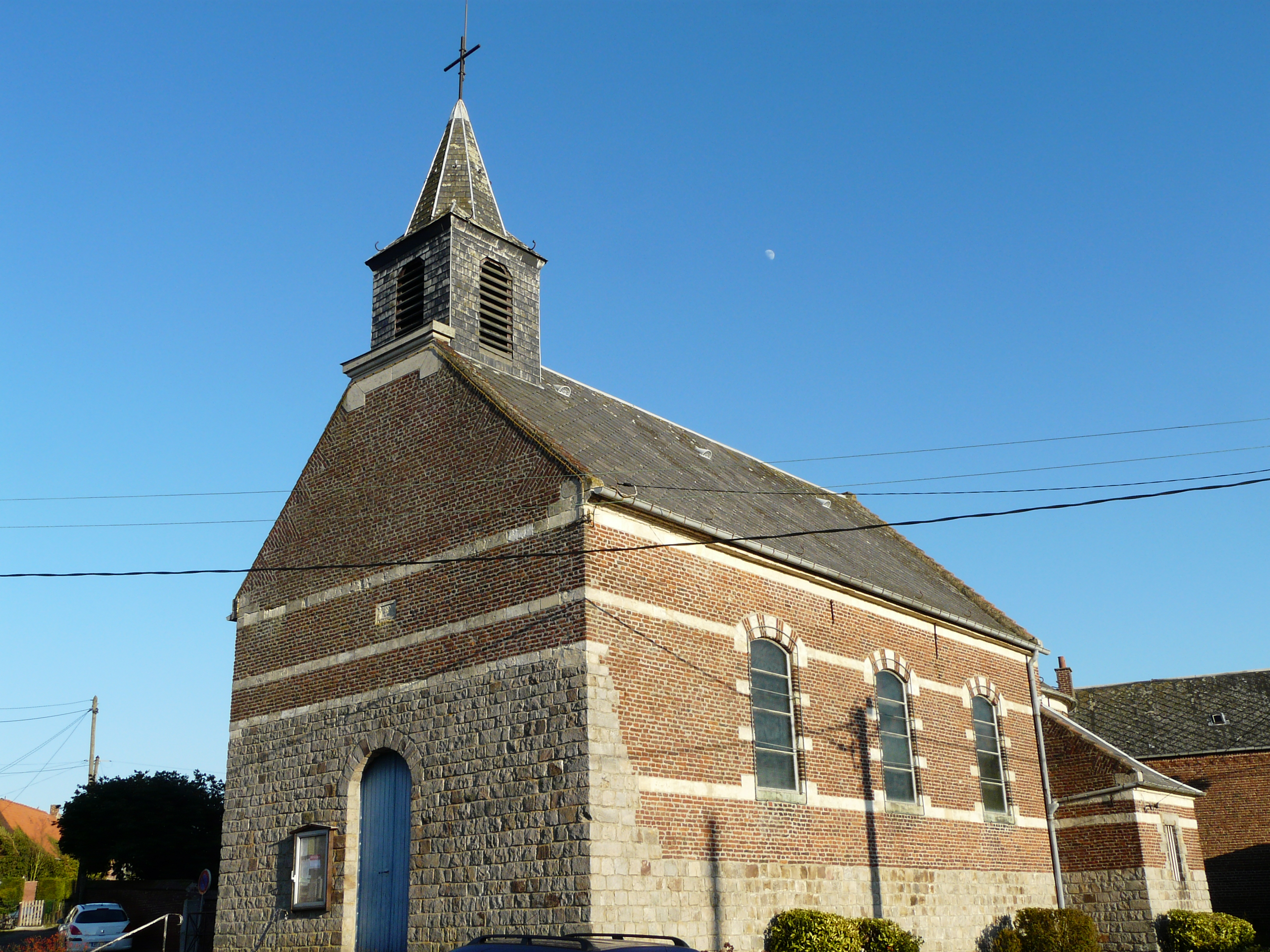
Kirche Saint-Nicolas
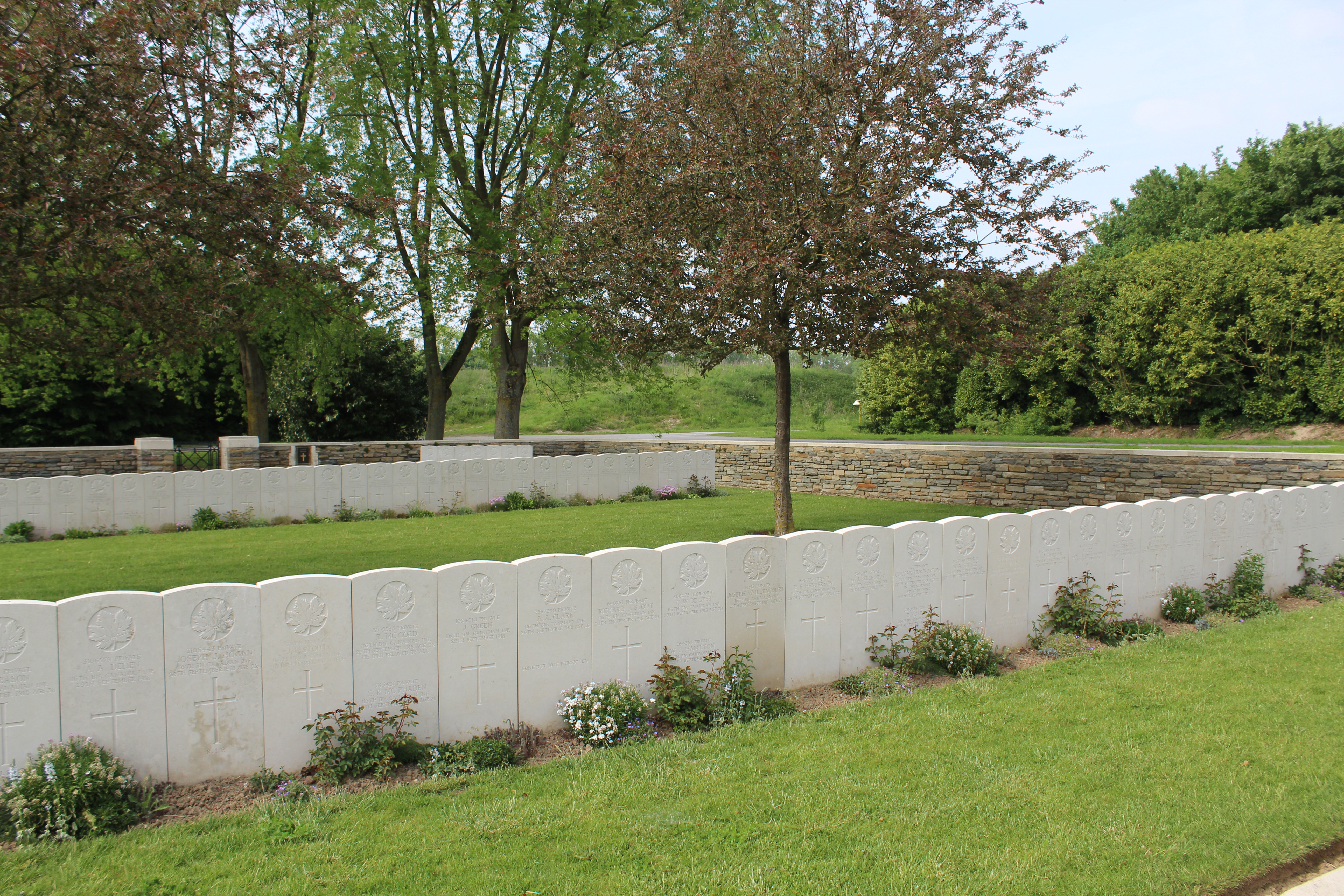
Soldatenfriedhof des Commonwealth in Sainte-Olle